# Несрећа увек има тенденцију да се повећава
„Несрећа увек има тенденцију да се увећава” је кратка драма из 2007. године. Режирао га је Никола Ђуричко који је написао и сценарио.

## Улоге
| Глумац             | Улога |
| ------------------ | ----- |
| Бојан Димитријевић |       |
| Игор Филиповић     |       |
| Борис Миливојевић  |       |
| Мирјана Младеновић |       |
| Јосиф Татић        |       |